# نصر بن سيار الكناني
أبو الليث نصر بن سيار بن رافع الليثي الكناني (46 هـ - 131 هـ / 667م - 748م) أمير، وقائد عسكري، وسياسي، ورجل دولة من الأمراء الأبطال الشجعان، وهو آخر ولاة الدولة الأموية على خراسان، ولاّه هشام بن عبد الملك عليها عام 120 هـ واستمر والياً عليها حتى نفاه عنها بنو العباس عام 130 هـ. ولما يلبث بعدها إلا قليلاً حتى توفي في قرية ساوة من قرى مدينة الري في بلاد فارس عام (131 هـ/748 م) وعمره خمس وثمانين عاماً، قال عنه الذهبي: «كان نصر بن سيار من رجال الدهر سؤددًا وكفاءة».

## نسبه
- هو:  نصر بن سيار بن رافع بن جري بن ربيعة بن عامر بن عوف بن جندع بن ليث بن بكر بن عبد مناة بن كنانة بن خزيمة بن مدركة بن إلياس بن مضر بن نزار بن معد بن عدنان .[4]

## سيرته
كان نصر بن سيار آخر ولاة الأمويين على خراسان في أواخر العقد الثاني وأوائل العقد الأول من القرن الثاني للهجرة، وكان والياً محنكاً حازماً. فاستشعر بوادر الانفجار ونذر الخطر وكتب إلى يزيد بن عمر بن هبيرة والي العراق في تلك الأيام، يعلمه في أبيات من نظمه ما شاع بخراسان من الاضطراب في العامين الماضيين، ويحذره من خطورة الوضع، ويصارحه أنه إذا استمر في التدهور ولم يعالج معالجة حازمة، فأنه سيؤدي لا محالة إلى عاقبة وخيمة وكارثة عظيمة وقال:
فلم يمده بأحد لأنه كان مشغولا بمجالدة الخوارج في العراق فاستغاث بآخر خلفاء بني أمية في دمشق مروان بن محمد. وأعلمه حال أبي مسلم، وخروجه، وكثرة من معه، ومن تبعه. وأخبره بغوائل الفتنة القائمة ودواهي الكارثة القادمة، إن لم ينجده بمدد من عنده. فكتب ينذره ويحذره شعراً:
ولكن الاقتتال بين القيسية واليمانية حصل في نفس الفترة وانشغل الخليفة في انهاء الاقتتال عن نصرة واليه نصر بن سيار. وعندما قطع الأمل وفقد الرجاء فأخذ يبث همومه وشجونه إلى العرب في المدينة، محاولاً أن يستثمر نخوتهم الدينية وعزتهم القومية وناشدهم أن يكفوا عن الاقتتال فيما بينهم وأن يجتمعوا على كلمة سواء، توحد سواعدهم وقلوبهم للوقوف بوجه أبي مسلم وخطره الذي أصبح يهدد وجودهم ومصيرهم فكتب يقول شعراً:
وكانت قصيدته أول إشارة نذير للأمويين من خطر قيام الدولة العباسية وسقوط الدولة الأموية.

## وفاته
مرض في الري ثم رحل إلى ساوة فمات فيها يوم 12 من شهر ربيع الأول سنة 131 هـ وعمره 85 سنة وكان موته دلالة على انتهاء الدولة الأموية.